# البطالة في المملكة المتحدة
يُقاس معدل البطالة في المملكة المتحدة من قبل مكتب الإحصاءات الوطنية وفي الأشهر الثلاثة حتى مايو 2017، بلغ معدل البطالة الرئيسي 4.5%، أو 1.49 مليون شخص. يمثل هذا انخفاضًا في عدد العاطلين عن العمل بلغ 152 ألفًا عن العام السابق، وهو أدنى معدل للبطالة منذ عام 1975. وقال مكتب الإحصاءات الوطنية إن معدل التوظيف، أو النسبة المئوية للأشخاص العاملين لمن تتراوح أعمارهم بين 16 و64 عامًا، كان 74.9% للأشهر الثلاثة حتى مايو. هذا هو أعلى معدل توظيف منذ أن بدأت السجلات المماثلة في عام 1971. كان هناك 32.01 مليون شخص يعمل، بزيادة 324 ألف عن العام السابق.
الرقم الرسمي للبطالة في المملكة المتحدة هو 3.9%. لكن منظمة التعاون الاقتصادي والتنمية صرحت أن النسبة 13.2%. 
تُصنف الأرقام من خلال مسح القوى العاملة، الذي يتطلب عينة من 53,000 أسرة ويجري كل 3 أشهر.
تُنشر مستويات ومعدلات البطالة كل شهر من قبل مكتب الإحصاءات الوطنية في النشرة الإحصائية لسوق العمل. تتوفر التقديرات حسب الجنس، والعمر، ومدة البطالة، وحسب المنطقة في المملكة المتحدة.

## تعريف وقياس البطالة في المملكة المتحدة
يستند تعريف البطالة الذي يستخدمه مكتب الإحصاءات الوطنية على التعريف المتفق عليه والموصى به من منظمة العمل الدولية -إحدى وكالات الأمم المتحدة. يسمح استخدام هذا التعريف بإجراء مقارنات دولية لمعدلات البطالة.
يعرّف العاطلون عن العمل بأنهم أولئك الذين تبلغ أعمارهم 16 سنة أو أكثر والذين لا يعملون، والذين هم على استعداد لبدء العمل في الأسبوعين التاليين، وهم إما:
- كانوا يبحثون بنشاط عن عمل في الأسابيع الأربعة الماضية، أو
- ينتظرون بدء عمل جديد حصلوا عليه بالفعل[4]

أما الذين لا يعملون ولا يستوفون معايير البطالة فيصنفون على أنهم «خارج القوى العاملة»، والمعروفين باسم «غير النشطين اقتصاديًا». مثلًا: الشخص الذي يريد وظيفة ولكنه غير متاح للعمل بسبب المرض أو الإعاقة يُصنف على أنه غير نشط اقتصاديًا وليس عاطلًا عن العمل.

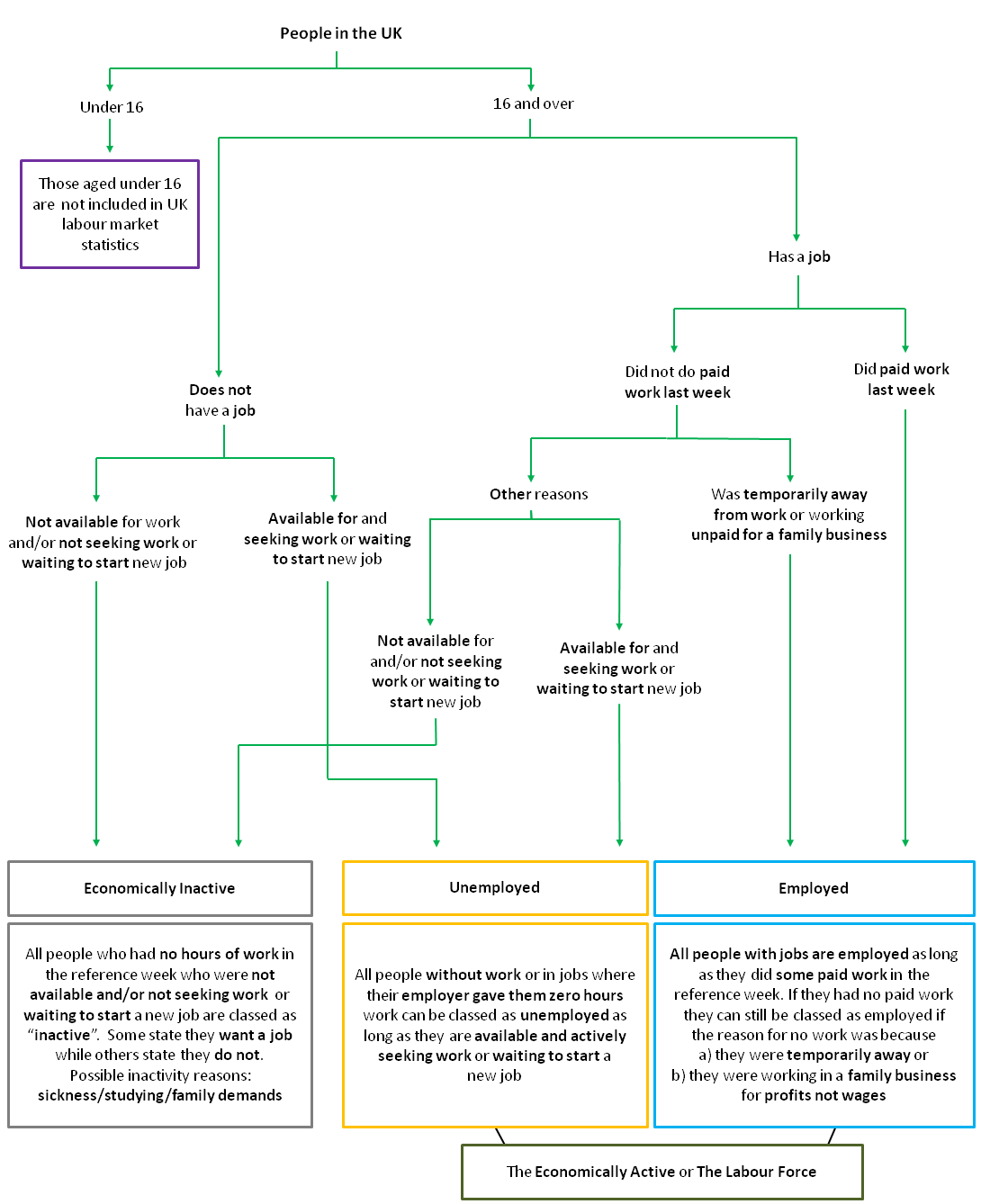
رسم يوضح كيفية تصنيف الأشخاص في المملكة المتحدة في سوق العمل في المملكة المتحدة

يتوفر مقطع فيديو قصير يشرح المفاهيم الأساسية لسوق العمل من العمالة، والبطالة، والخمول الاقتصادي على قناة مكتب الإحصاءات الوطنية على YouTube.

## معدل البطالة في المملكة المتحدة
يُعرف معدل البطالة الرسمي في المملكة المتحدة على أنه النسبة المئوية للقوى العاملة المصنفة على أنها عاطلة عن العمل.
معدل البطالة الرسمي في المملكة المتحدة =   {\displaystyle {\mathrm {Official\ UK\ Unemployment\ Rate={\dfrac {All\ those\ aged\ 16\ and\ over\ classed\ as\ unemployed}{All\ those\ aged\ 16\ and\ over\ classed\ as\ employed\ or\ unemployed}}} }}
يُعرف القاسم هنا أيضًا باسم «القوى العاملة» أو «السكان النشطون اقتصاديًا».
في الأشهر الثلاثة حتى فبراير 2017، كان هناك 33.4 مليون شخص في القوى العاملة في المملكة المتحدة، و1.56 مليون شخص مصنفين على أنهم عاطلون عن العمل. وأعطت هذه الأرقام معدل بطالة رسمي في المملكة المتحدة يبلغ 4.7%.
معدلات البطالة في المملكة المتحدة التي تتفق مع هذا التعريف متاحة منذ عام 1971. وبالنظر إلى هذه السلسلة الزمنية المتسقة، فإن أعلى معدل للبطالة سجل منذ عام 1971 بلغ 11.9% في عام 1984، وكان أدنى معدل 3.4% في أواخر عام 1973 وأوائل عام 1974. ولا تتوفر البيانات المتفقة مع التعاريف الدولية الحالية قبل عام 1971 بسبب عدم وجود دراسة استقصائية للقوى العاملة قبل هذا الوقت.
هناك بعض البيانات المتاحة عن معدلات البطالة في المملكة المتحدة قبل عام 1971 ولكنها لا تتوافق مع التعريفات الدولية الحالية لأنها ترتبط ارتباطًا وثيقًا بعدد المطالبين.

## بيانات البطالة وعدد المطالبين
يختلف رقم البطالة الرئيسي الناتج عن التعريف الرسمي عن «عدد المطالبين» المنشور بجانبه.
يهدف عدد المطالبين إلى قياس عدد الأشخاص الذين يطالبون بإعانة لأنهم عاطلون عن العمل بشكل أساسي.
غير أن بعض الأشخاص الذين يصنفون كعاطلين عن العمل لا يستطيعون المطالبة بإعانات البطالة، وبعض الأشخاص الذين يطالبون بإعانات البطالة لا يصنفون كعاطلين عن العمل.
أمثلة:
- شخص يبحث عن عمل بجانب الدراسة بدوام كامل ← عاطل عن العمل لكن غير مؤهل للحصول على إعانات البطالة.
- شخص يعمل بأجور منخفضة ← لا يصنف على أنه عاطل عن العمل ولكن قد يكون مؤهلًا للحصول على إعانات البطالة.

إعانات البطالة الحالية المتاحة هي عبارة عن معاش البطالة والائتمان الشامل، ومع ذلك، نظرًا لأن الائتمان الشامل ما يزال جديدًا نسبيًا، فإن بيانات عدد المطالبين تقيس فقط عدد الأشخاص الذين يطالبون بمعاش البطالة بهدف تضمين أولئك الذين يتلقون الائتمان الشامل عندما يكون ذلك ممكنًا.
لمزيد من المعلومات حول الاختلافات بين الرقم الرسمي للبطالة وعدد المطالبين في هذا المستند.

## التاريخ الأولي للبطالة في المملكة المتحدة
لم يكن هناك تمييز في إنجلترا في القرن السادس عشر بين المتشرذمين والعاطلين عن العمل. صُنف كلاهما على أنهما «متسولان قويان»، يجب معاقبتهما والمضي قدمًا.
أدى إغلاق الأديرة في ثلاثينيات القرن الخامس عشر إلى زيادة الفقر، فقد كانت الكنيسة تساعد الفقراء. وبالإضافة إلى ذلك، حدثت زيادة كبيرة في التسييج خلال فترة تيودور، مما أدى إلى تقليل الأراضي المتاحة للناس للعمل فيها.
أولئك الذين لم يتمكنوا من العثور على عمل كان لديهم خيار قاس: إما الموت جوعًا أو خرق القانون. في عام 1535 وضِع مشروع قانون يدعو إلى إنشاء نظام للأشغال العامة لمعالجة مشكلة البطالة، على أن يمول من ضريبة الدخل ورأس المال. صدر قانون بعد عام يسمح بجلد المتشردين وشنقهم.
في عام 1547 أُقر مشروع قانون أخضع المشردين لبعض الأحكام الأكثر تطرفًا في القانون الجنائي، وهي العبودية لمدة سنتين والتوسيم بالعلامة «V» كعقوبة على الجريمة الأولى والإعدام في الثانية. في قانون 1576 طُلب من كل مدينة توفير العمل للعاطلين عن العمل.
كان قانون إعانة الفقير 1601، المعروف باسم «قانون الإليزابيثيين الفقراء»، أحد أوائل برامج الرعاية الاجتماعية في العالم التي ترعاها الحكومة. وميز بين غير القادرين على العمل وأصحاء البدن الذين رفضوا العمل. في ظل أنظمة قانون الفقير في إنجلترا وويلز واسكتلندا وأيرلندا، كان دار العمل مكانًا يمكن للأشخاص غير القادرين على إعالة أنفسهم أن يذهبوا إليه للعيش والعمل. وفقًا لجاكسون جاي. سبيلفوغل، «كان الفقر مشكلة واضحة للغاية في القرن الثامن عشر، سواء في المدن أو في الريف... في فرنسا وبريطانيا بحلول نهاية القرن، كان ما يقدر بنحو 10 في المئة من الناس يعتمدون على الصدقات أو التسول للحصول على طعامهم». بحلول عام 1776، أنشأ نحو 1912 دار عمل للأبرشيات والشركات في إنجلترا وويلز، تضم ما يقرب من 100,000 من الفقراء المهمشين.

## مقارنات سوق العمل في جميع أنحاء أوروبا
تُعرّف يوروستات (مديرية عامة للمفوضية الأوروبية) العاطلين عن العمل بأنهم الأشخاص الذين تتراوح أعمارهم بين 15 و74 عامًا والذين:
- لا يعملون.
- بحثوا عن عمل في الأسابيع الأربعة السابقة.
- مستعدون للبدء خلال أسبوعين.

تُعرّف البطالة طويلة الأمد بأنها فترة بطالة تستمر لأكثر من سنة واحدة.
تستخدم يوروستات مسح القوى العاملة في الاتحاد الأوروبي، والذي يجمع بيانات ربع سنوية لجميع الدول الأعضاء.
لمعرفة المزيد عن اقتصادات أوروبا، تفضل بزيارة هذه الصفحة: اقتصاد الاتحاد الأوروبي.